# Edifici a la muralla Sant Antoni, 22 (Valls)
L'Edifici a la muralla Sant Antoni, 22 és una obra racionalista de Valls (Alt Camp) inclosa a l'Inventari del Patrimoni Arquitectònic de Catalunya.

## Descripció
Immoble amb baixos comercials i quatre plantes més. A la planta baixa hi ha la porta d'entrada, estreta i esvelta (recorda una fornícula).
Aquest a està envoltada per dues portes metàl·liques.
A la primera i segona plantes hi ha tres finestres totalment rectangulars.
Però, sens dubte, la part més racionalista de l'edifici está en les dues plantes superiors, tercera i quarta. Hi ha un cos central, com un paral·lepíped que determina la tribuna totalment d'obra amb tres finestres per planta, una central i les altres dues laterals. A cada costat i pràcticament adossades hi hha les volades dels balcons laterals.
La façana acaba amb un mur cec, que correspon a la coberta transitable.